# Leptoconops asilomar
Leptoconops asilomar är en tvåvingeart som beskrevs av Clastrier och Wirth 1978. Leptoconops asilomar ingår i släktet Leptoconops och familjen svidknott.
Artens utbredningsområde är Kalifornien. Inga underarter finns listade i Catalogue of Life.